# Tremona
Tremona est une localité de Mendrisio et une ancienne commune suisse du canton du Tessin.

## Histoire
Depuis le 5 avril 2009, la commune de Tremona a été intégrée à la commune de Mendrisio comme Capolago, Arzo, Genestrerio, Rancate. Son numéro OFS a été le 5267